# Jakob Becker (Unternehmer)

Jakob Becker

Jakob Becker (* 1811 in Neustadt an der Weinstraße; † 1879 in Sankt Petersburg) war ein deutschstämmiger Klavierbauer. Sein 1839 eingereichtes Patent auf den im Flügel verbauten Eisenrahmen, welcher die Saiten trägt, machte die Instrumente haltbarer und leichter stimmbar und somit für den Vertrieb erfolgreich. Weitere Patente und fünfjährige Schutzdauern auf seine Erfindungen ließen seine 1841 in Sankt Petersburg eröffnete Fabrik schnell wachsen. Zeitweise war es die größte Klavierfabrik in Russland. Seine Innovationen und Kunstfertigkeit übten einen erheblichen Einfluss auf die russische Kultur und die Klavierindustrie des 19. Jahrhunderts aus. 1918 wurde die Produktion der J. Becker Pianos eingestellt.

## Leben
Jakob Becker betrieb zunächst eine Klavierwerkstatt in Sankt Petersburg. Becker-Klaviere wurden zunehmend allgemein anerkannt, nicht nur in Sankt Petersburg, sondern auch in ganz Russland, sowie in Polen und im Großherzogtum Finnland. Zahlreiche Verbesserungen waren der Schlüssel für Beckers Erfolg, wie die Erfindung des Pedals für den Trittschall. Mit dieser Erfindung erreichte Jacob Becker das Privileg und Patentrecht, was ihm größeren Wohlstand brachte. Die Erfindung des gusseisernen Rahmens führte zu einer Holzersparnis beim Flügelbau.
Durch die Russifizierungs-Politik Nikolaus’ I. und das Bestreben, die russische Industrie zu modernisieren, wurde es Becker leicht gemacht, seine Klaviere auf den inländischen Märkten zu vertreiben. Restriktive Einfuhrzölle seit 1841 erhöhten die Kosten der im übrigen Europa hergestellten Klaviere und setzten Becker und wenige andere Petersburger Klavierbauer in die Position, einen fast unbegrenzten Markt zu bedienen. Weiterhin waren niedrige Löhne und geringe Steuern ein klarer Standortvorteil für in Russland hergestellte Klaviere, während die Preise der Außerhalb Russlands hergestellten Klaviere wesentlich höher lagen.
Jacob Becker übergab die Geschäfte im Jahre 1861 an seinen jüngeren Bruder Franz. Der die Fabrik 1871 an Michael A. Bietepage und Paul Peterson verkaufte, die die Produktion stark erweiterten. Von dem ehemaligen kleinen Werksgelände in der italienischen Straße 36 zog die Fabrik nun in große Gebäude auf der Petersburger Seite der Newa. Die Becker-Fabrik unterschied sich von anderen Klavier-Unternehmen, da alle Schritte beim Bau künftiger Instrumente aufgeteilt waren. In der Fabrik gab es mehrere Dampfmaschinen für die Holzbearbeitung, die Eisen- und Messing-Abteilung, die Montage der mechanischen, teilweise auch importierten Teile und weitere Kennzeichen moderner Arbeitsteilung.
Nach einem Brand im Jahre 1889 schied Peterson aus und Bietepage baute das fast 50 Jahre alte Werk wieder auf, jedoch auf der Wassiljewski-Insel. Das 11.400. Instrument wurde Ende 1891 fertiggestellt und 250 Personen waren angestellt.
Ab 1896 wurde die Fabrik J. Becker Hoflieferant des russischen Zaren und Lieferant des Kaisers von Österreich sowie der Könige von Dänemark, Norwegen und Schweden. Dem Unternehmen Becker wurden zwölf Auszeichnungen, Medaillen und Diplome auf Messen und Ausstellungen verliehen.
Franz Liszt, Clara Schumann, Hans von Bülow, Pjotr I. Tschaikowski oder Claude Debussy und viele bekannte Größen spielten auf Becker-Pianos. Ein besonderer Anhänger des Pianos der Marke Becker war Nikolai Rimski-Korsakow. Er soll sein ganzes Leben lang auf zwei dieser Instrumente gespielt haben.
Im Jahr 1903 wurde die Fabrik von der ebenfalls in Sankt Petersburg wirkenden K. Schroeder Pianofortefabrik gekauft, doch der neue Besitzer war als Deutscher 1914 gezwungen, das Land zu verlassen.
1918 wurde die Fabrik von den sowjetischen Behörden verstaatlicht, und die Marke Becker hörte auf zu existieren. Nach dem Russischen Bürgerkrieg wurden 1924 Teile des Werkes in den Großbetrieb Roter Oktober eingegliedert.

## Patente
Im Jahr 1839 patentierte Jakob Becker in Bayern viereckige Klaviere, in denen die Zeichenfolgen unter dem Resonanzboden lagen. Außerdem war bereits neben Holz auch ein Metallrahmen platziert. Im Jahre 1844 erhielt Becker ein zweites Patent für eine Verbesserung, die das Ziel hatte, das Klopfgeräusch der Hämmer zu beseitigen.
Im Jahr 1848 erhielt er das dritte Patent, dieses Mal für die so genannte „Unterordnung“ – die Saiten wurden auf dem Instrument nicht am oberen Ende der Wirbelbank befestigt, sondern liefen nun durch die gesamte Wirbelbank hindurch. Im Jahre 1851 erhielt Becker ein weiteres Patent für eine modernisierte Mechanik des „britischen System“. Trotz des Verkaufs seiner Firma meldete Becker noch 1874 und 1878 zwei weitere Patente in Russland an.

## Belletristik
- in Michail Afanassjewitsch Bulgakows bekanntesten Roman Der Meister und Margarita im einundzwanzigsten Kapitel, zertrümmert Margarita, die sich in eine Hexe verwandelt hat in der Wohnung des Kritikers Latunsky mit einem Hammer einen Becker Salonflügel (russ. беккеровский кабинетный инструмент). Für die gleichnamige Verfilmung aus dem Jahr 2005 musste allerdings ein Schröder Piano herhalten.[6]